# سسک‌نمای کلاه‌سیاه
سسک‌نمای کلاه‌سیاه (نام علمی: Hemispingus atropileus) نام یک گونه از سرده سسک‌نما است.